# Liste der Nummer-eins-Hits in Norwegen (1969)
Diese Liste enthält alle Nummer-eins-Hits in Norwegen im Jahr 1969. Es gab in diesem Jahr zehn Nummer-eins-Singles und acht Nummer-eins-Alben.
| Singles | Alben |
| --- | --- |
| - Inger Lise Rypdal - Fru Johnsen - 9 Wochen (48/1968 – 4/1969) - Marmalade - Ob-La-Di Ob-La-Da - 8 Wochen (5/1969 – 12/1969) - Kirsti Sparboe - Oj oj oj så glad jeg skal bli - 4 Wochen (13/1969 – 16/1969) - Lulu - Boom Bang-A-Bang - 3 Wochen (17/1969 – 19/1969) - The Beatles - Get Back - 6 Wochen (20/1969 – 25/1969) - The Beatles - The Ballad Of John And Yoko - 3 Wochen (26/1969 – 28/1969) - Elvis Presley - In The Ghetto - 7 Wochen (29/1969 – 35/1969) - Zager & Evans - In The Year 2525 - 4 Wochen (36/1969 – 39/1969) - Jane Birkin avec Serge Gainsbourg - Je t'aime ... moi non plus - 8 Wochen (40/1969 – 47/1969) - The Archies - Sugar Sugar - 10 Wochen (48/1969 – 5/1970) | - The Beatles - The Beatles (White Album) - 9 Wochen (50/1968 – 6/1969) - Tom Jones - Help Yourself - 2 Wochen (7/1969 – 8/1969, insgesamt 3 Wochen) - The Beatles - Yellow Submarine (Soundtrack) - 2 Wochen (9/1969 – 10/1969) - Tom Jones - Help Yourself - 1 Woche (11/1969, insgesamt 3 Wochen) - Verschiedene Interpreten – World Star Festival - 16 Wochen (12/1969 – 27/1969) - Buck Owens - The Best Of Buck Owens - 7 Wochen (28/1969 – 34/1969, insgesamt 10 Wochen) - Elvis Presley - From Elvis In Memphis - 1 Woche (35/1969) - Buck Owens - The Best Of Buck Owens - 3 Wochen (36/1969 – 38/1969, insgesamt 10 Wochen) - Blind Faith - Blind Faith - 3 Wochen (39/1969 – 41/1969) - The Beatles - Abbey Road - 25 Wochen (42/1969 – 14/1970) |
| | |

Siehe auch: Nummer-eins-Hits 1969 in  Australien, Belgien, Deutschland, Finnland, Frankreich, Irland, Italien, Japan, Kanada, Neuseeland, den Niederlanden, Österreich, der Schweiz, Spanien, den Vereinigten Staaten und im Vereinigten Königreich.